# لانا مشتاق
لانا مشتاق هي ممثلة عراقية.

## مسيرتها الفنية
بدأت لانا مشتاق مسيرتها الفنية عام 2008 حين شاركت في فيلم قبلات مسروقة مع المُخرج المصريّ خالد الحجر، ثُم توالت أعمالها في السينما والمسرح والدراما التليفزيونيّة العربية لتشارك بعد ذلك في أعمال تليفزيونيّة مثل مسلسل سجن النسا في عام 2014، وكان من أبرز مشاركاتها في السينما أيضًا دورها في كل من فيلم قبل زحمة الصيف وفيلم فتاة المصنع من إخراج الراحل محمد خان، والذي أشاد بها لإتقانها لعملها مما دفعه لإسناد الدورين لها. شاركت لانا مشتاق أيضًا في عدد من العروض المسرحية كان من أبرزها مسرحية "من القلب للقلب" في عام 2016.

## أعمالها

### أفلام
- في يوم: صدر في عام 2015.
- قبل زحمة الصيف: صدر في عام 2015، وقامت فيه بدور ماجدة.[3]
- فتاة المصنع: صدر في عام 2014.
- قبلات مسروقة: صدر في عام 2008.

### مسلسلات
- طلعت روحي: صدر في عام 2018، وقامت فيه بدور عناية.
- الحساب يجمع: صدر في عام 2017.
- إمبراطورية مين: صدر في عام 2014.
- سجن النسا: صدر في عام 2014.

مسرحيات
- من القلب للقلب: عُرضت في عام 2016، وقامت فيها بدور الملك.

## روابط خارجية
- صفحة الممثلة على موقع قاعدة بيانات الأفلام العربية